# Gegengewicht (Mechanik)
Ein Gegengewicht ist ein Körper einer bestimmten Masse, die meist zum Ausgleich von einseitig wirkenden Kräften bzw. Drehmomenten aufgrund von geometrisch unsymmetrischen Gestaltungen oder Gewichtsverteilungen dient. Es soll meist die Standsicherheit von Körpern bzw. Objekten gewährleisten oder auch maschinelle Anwendungen von Hebeeinrichtungen erleichtern.

## Gewährleistung der Kippsicherheit

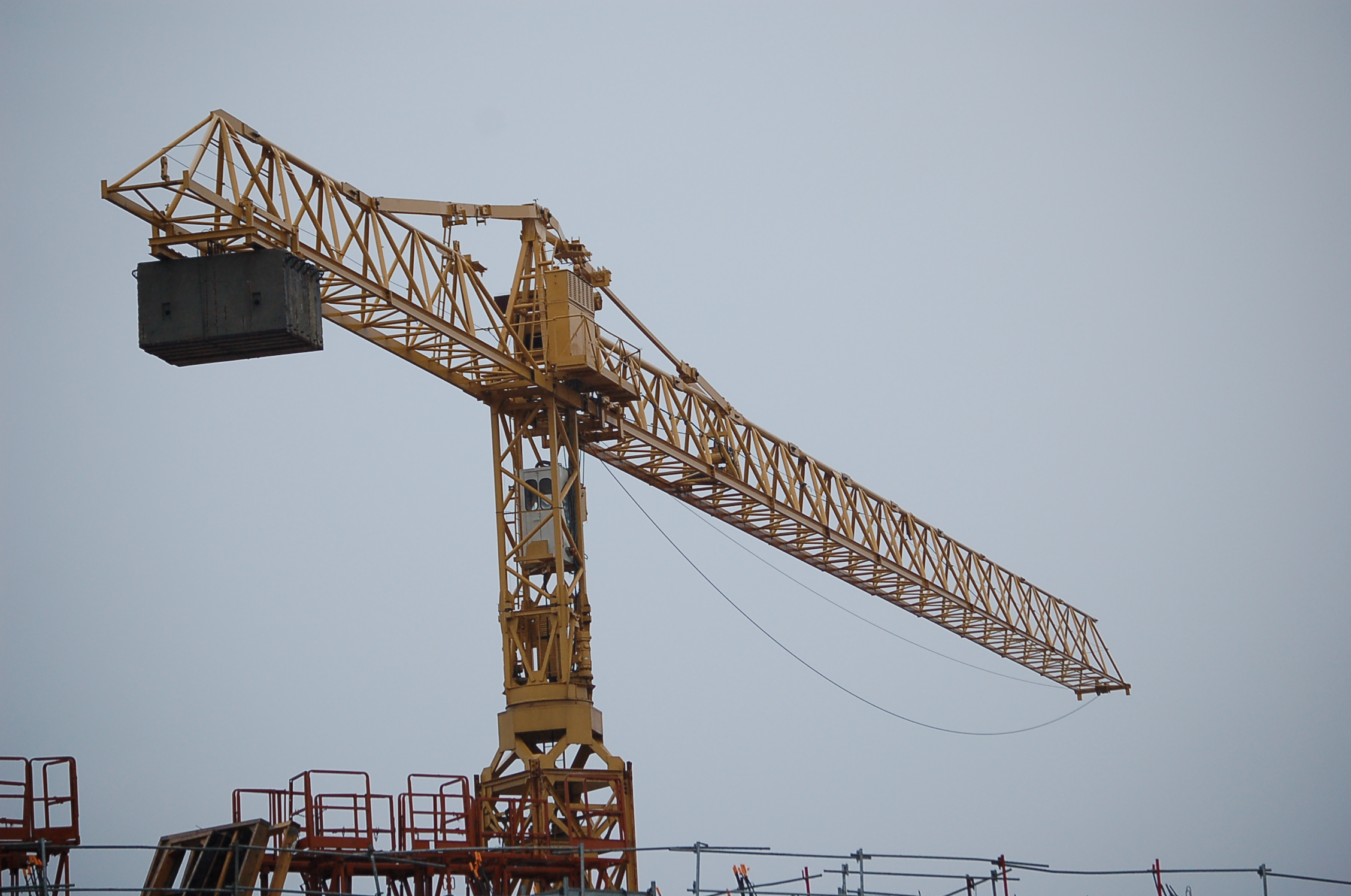
Turmkran mit Gegengewicht

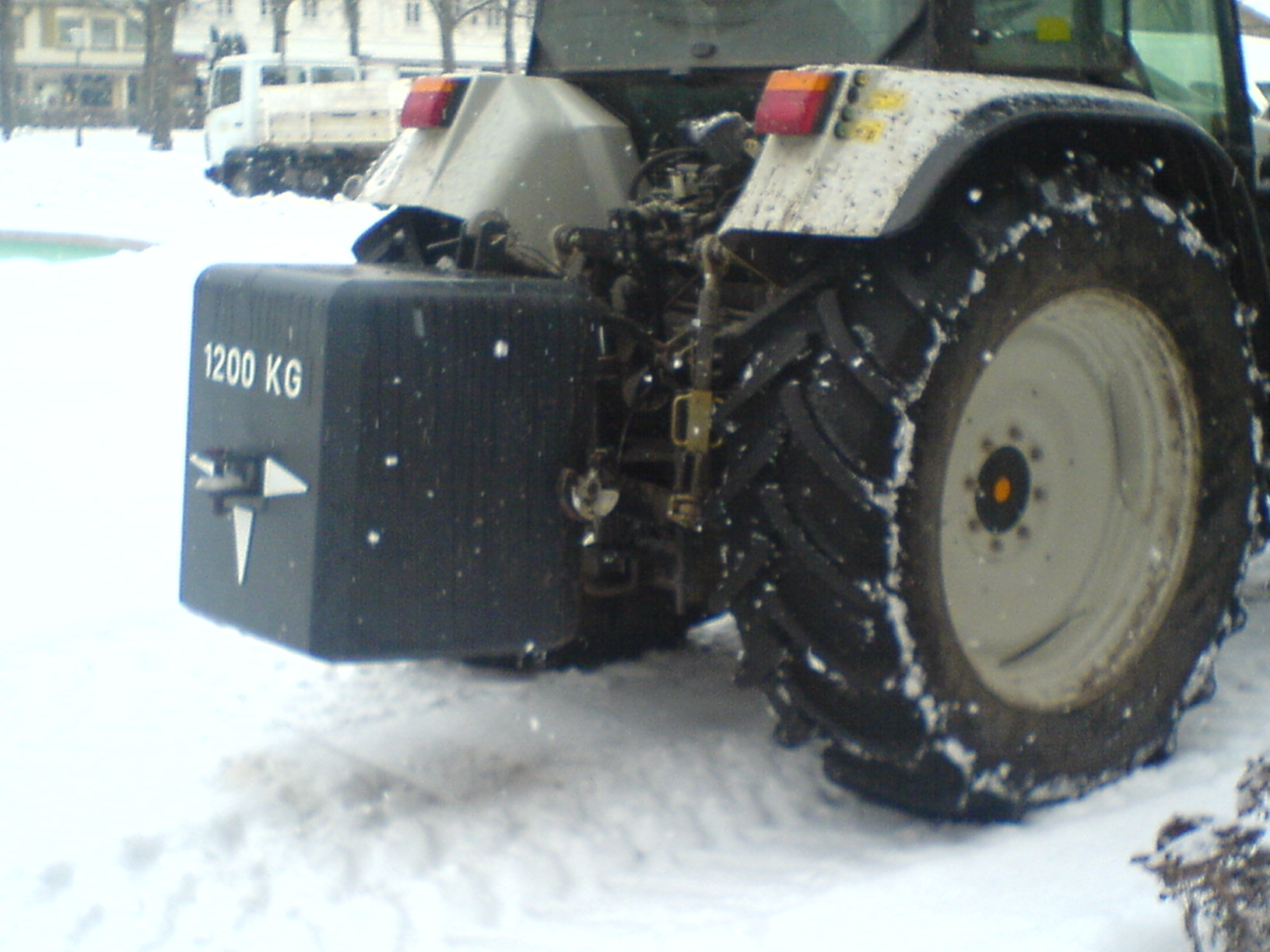
Gegengewicht an einem Traktor, dieses bewirkt hier eine genügende Bodenhaftung der Antriebsräder, wenn vorn eine Last gehoben wird.

Für ein frei auf einem Untergrund stehendes Objekt besteht eine Kippneigung oder Kippgefahr, wenn darauf eine Gewichtskraft in vertikaler Richtung auf einen Punkt außerhalb der Aufstandsfläche einwirkt. Beispiele sind Turmdrehkrane, Autokräne und mit Last beaufschlagte Gabelstapler. In solchen Fällen kann ein entsprechend großes Gegengewicht mit geeigneter Anordnung das statische Gleichgewicht bzw. die Kippsicherheit gewährleisten oder verbessern. Die rechnerische Behandlung der optimalen Größe und der Anordnung des Gegengewichts ergibt sich aus dem Hebelgesetz.
Eine Alternative zu Gegengewichten wäre bei ortsfesten, unbeweglichen Objekten eine Seilabspannung gegen den Boden bzw. gegen die tragende Konstruktion.

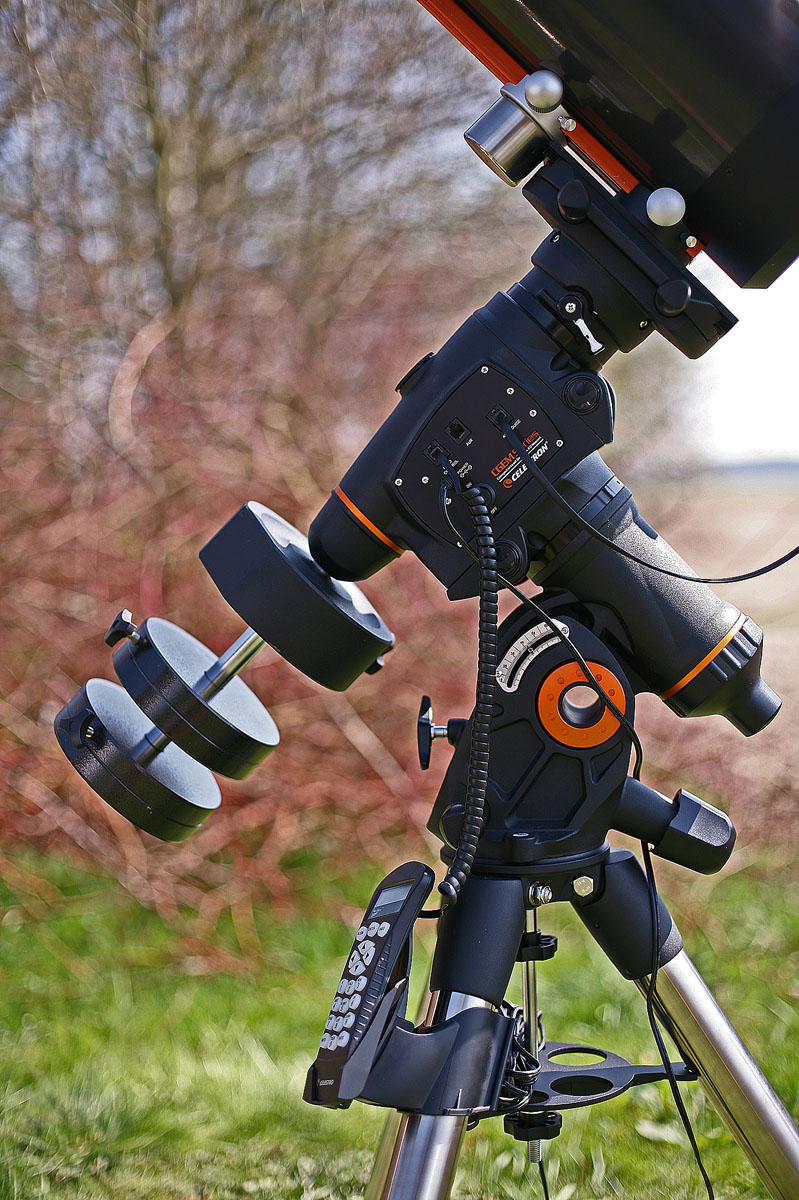
Gegengewichte und ein Laufgewicht an einem Amateurteleskop

## Einstellung des mechanischen Gleichgewichts
Bei astronomischen Teleskopen und Fernrohren sollen die astronomischen Instrumente auf der Montierung im mechanischen Gleichgewicht sein, um Fehlerquellen während der Beobachtung zu minimieren. Neben festen Gegengewichten werden zum Ausgleich unterschiedlicher Bestückung auch verschiebbare Laufgewichte eingesetzt.

## Erleichterung bzw. Energieeinsparung beim Heben von Lasten

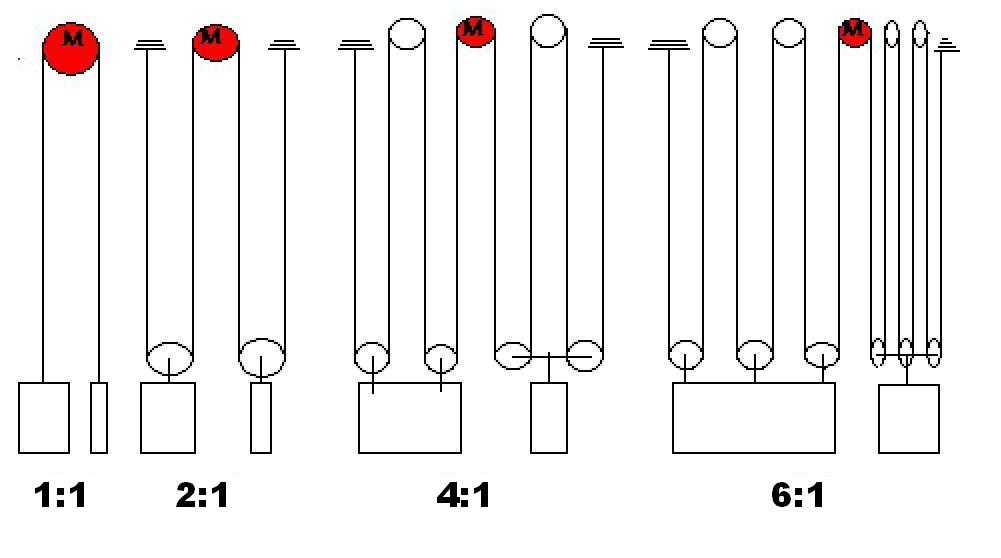
Seilaufzugsanlagen mit unterschiedlichen Anordnungen der Seilzüge und mit Gegengewichten.

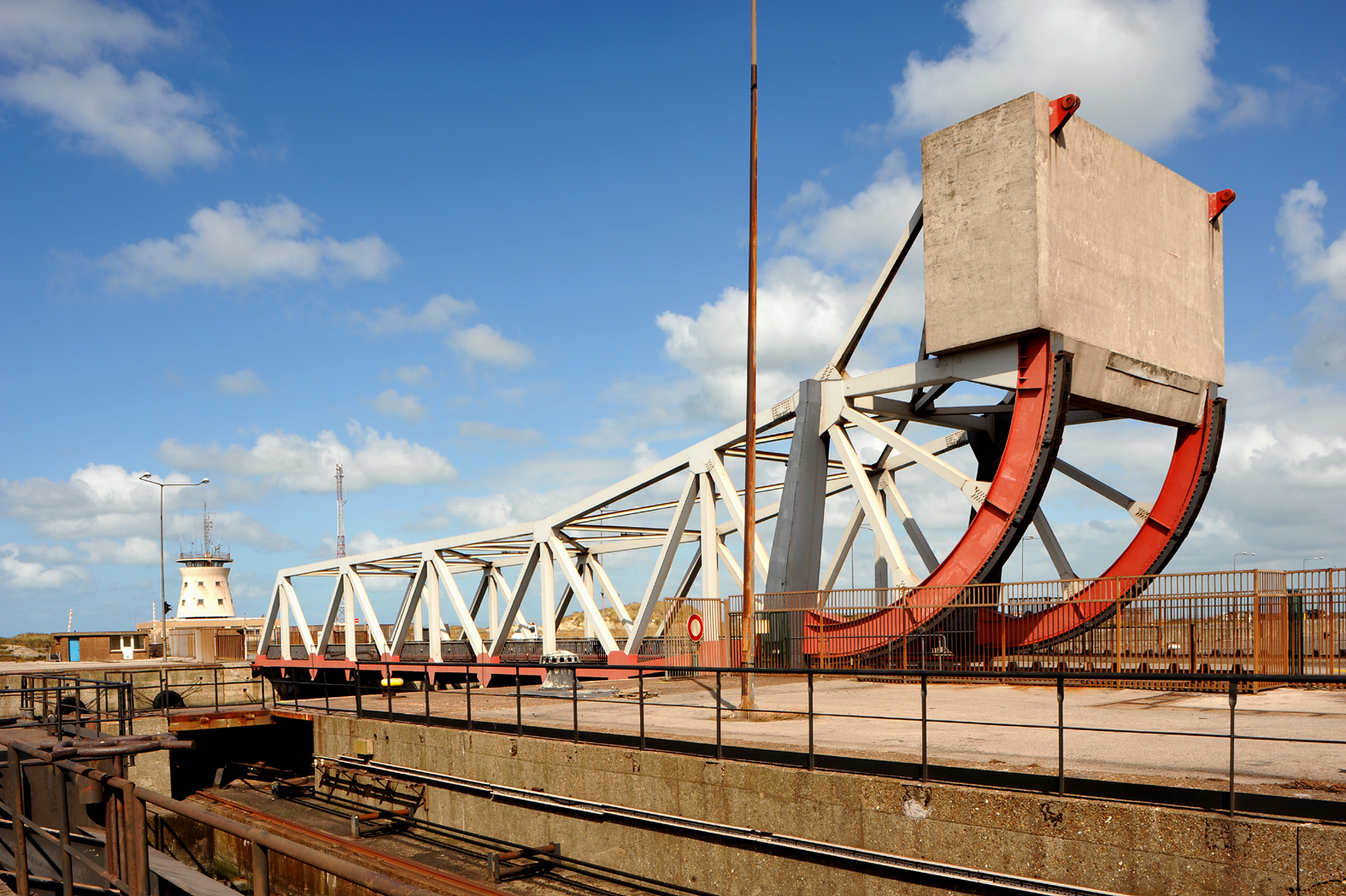
Rollklappbrücke Bauart Scherzer mit Gegenmasse

Bei Seilaufzügen und Klappbrücken etc. kann an der Verlängerung des Zugseils bzw. des Klappteils über den Drehpunkt hinaus ein Gegengewicht angebracht werden, das möglichst genauso groß wie die Hublast ist. Der Antrieb muss dann im Optimalfall nur die mechanische Reibung der Hebemechanik (Seilrolle oder Drehachse) überwinden. Oft sind die Lasten jedoch variabel (beispielsweise durch wechselnde Personenzahl in Aufzügen) und eine genaue Abgleichung erfolgt nicht. In diesem Fall muss teilweise der Antrieb zusätzlich Leistung für die echte Hebearbeit aufbringen.

## Unwuchtvermeidung

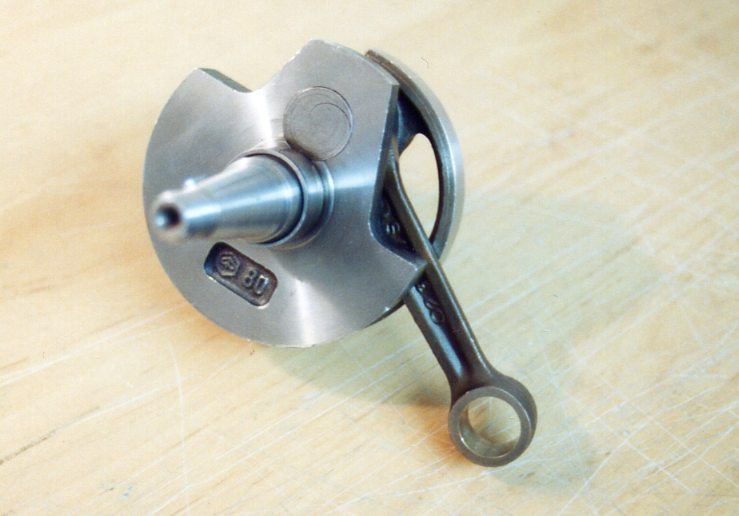
Kurbelwange mit ausgeprägtem Gegengewicht zur Unwuchtvermeidung

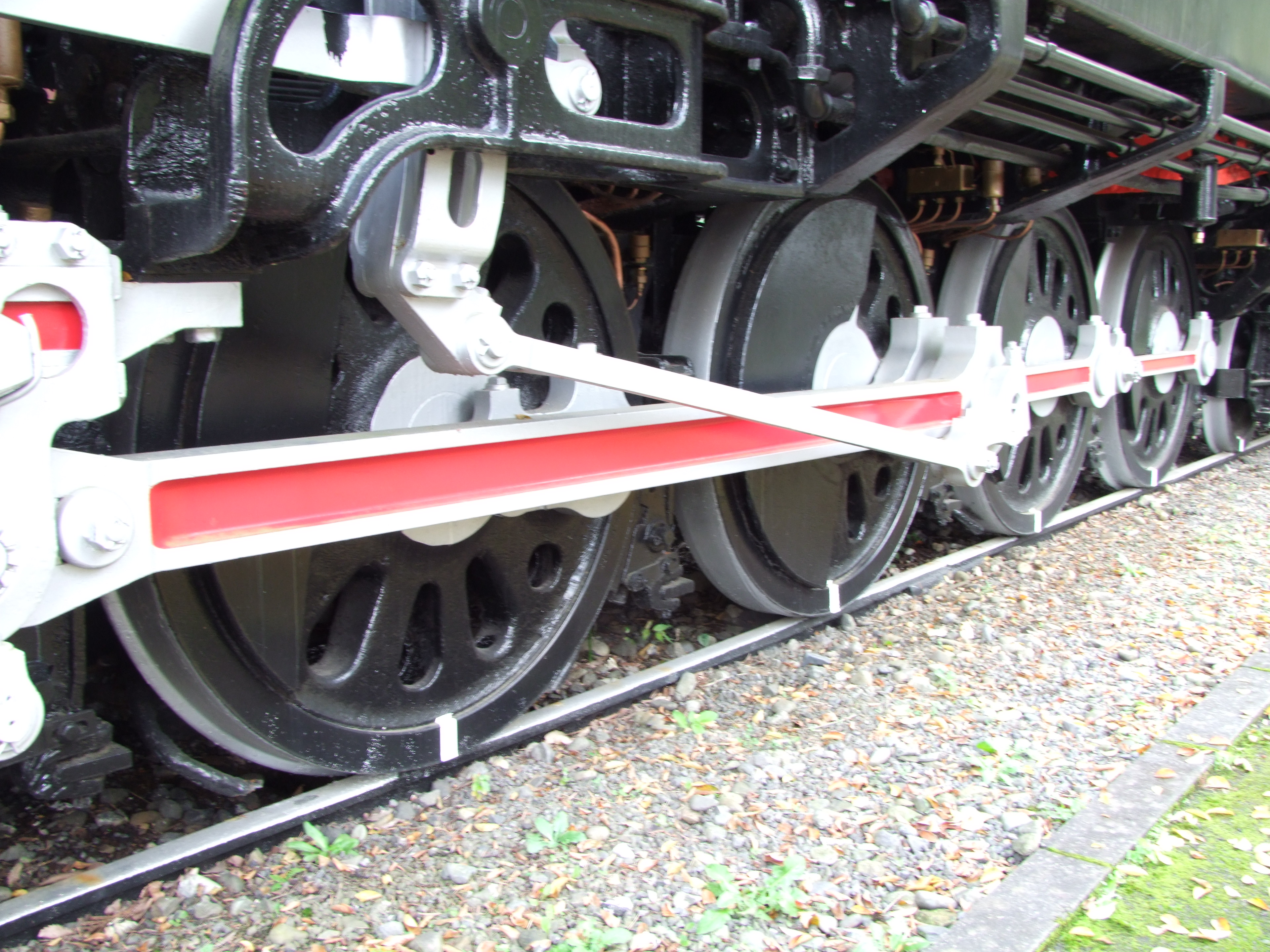
Kuppelradsätze einer Dampflokomotive mit stark ausgeprägten, angegossenen Gegenmassen an den Rädern (beschwerte Kreissegmente)

Fahrzeugrädern und anderen Drehkörpern (z. B. Kurbelwangen von Kurbelwellen) können mehr oder weniger starke, zufällig oder konstruktiv bedingte Abweichungen von einer rotationssymmetrischen Masseverteilung haben. Bei hohen Drehzahlen oder stärkeren, meist konstruktiv bedingten, Gewichtsabweichungen ergeben sich Unwuchten, die auf Dauer zerstörende Wirkung haben können. In diesem Fall können am Rad bzw. Drehkörper angebrachte Ausgleichsgewichte dafür sorgen, dass die Rotationsachse so weit wie möglich identisch mit der Hauptträgheitsachse ist. Diesen Vorgang nennt man „Auswuchten“.
Auch an Treib- und Kuppelrädern von Lokomotiven mit Stangenantrieb wie Dampflokomotiven werden Gegenmassen zum Massenausgleich verwendet, wobei in diesem Fall nicht nur Asymmetrien der Radkörper, sondern zusätzlich auch die auf den Drehzapfen gelagerten Kuppel- und Treibstangen sowie Steuerungsteile mit auszugleichen sind. Die Anteile der hin- und hergehenden Massen der Kolben und Kolbenstangen sind vor allem bei Zweizylinderlokomotiven mit 90° Kurbelversatz nur teilweise durch umlaufende Gegenmassen auszugleichen. Gibt es wie bei elektrischen oder Diesellokomotiven mit Stangenantrieb nur umlaufende Massen, funktioniert der Masseausgleich deutlich besser.

## Ausnutzung der Fliehkraft

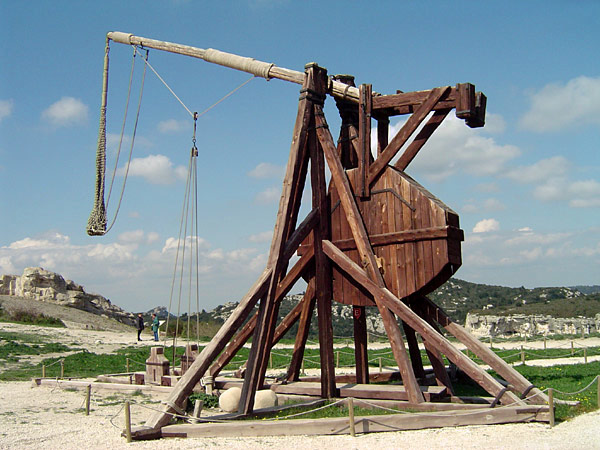
Blide mit beweglichem Gegengewicht im Château des Baux, Frankreich (Rekonstruktion)

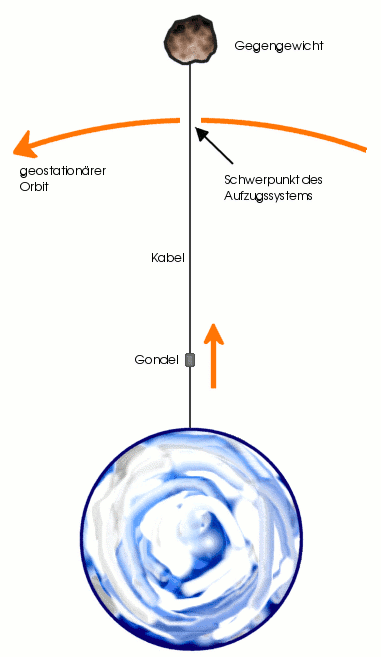
Weltraumlift, Schema

Die mittelalterliche Wurfwaffe Blide hatte einen Wurfarm mit einem in der Verlängerung hinter der Drehachse angebrachten, sehr schweren Gegengewicht. Dieses erteilte beim Freisetzen der Arretierung dem relativ leichten Wurfarm eine genügend schnelle Drehbewegung, nach der letztlich die Fliehkraft das Geschoss aus der offenen Seilschlinge hinausschnellen ließ.
Bei einem theoretisch denkbaren Weltraumlift soll ein Gegengewicht für die Aufhängung eines Seils sorgen, an dem Lasten in den Weltraum transportiert werden können. Das Gegengewicht sorgt dafür, dass der Schwerpunkt des Seils auf dem geostationären Orbit liegt, damit die Fliehkraft die Erdanziehungskraft ausgleicht.

## Regelung oszillierender Bewegung

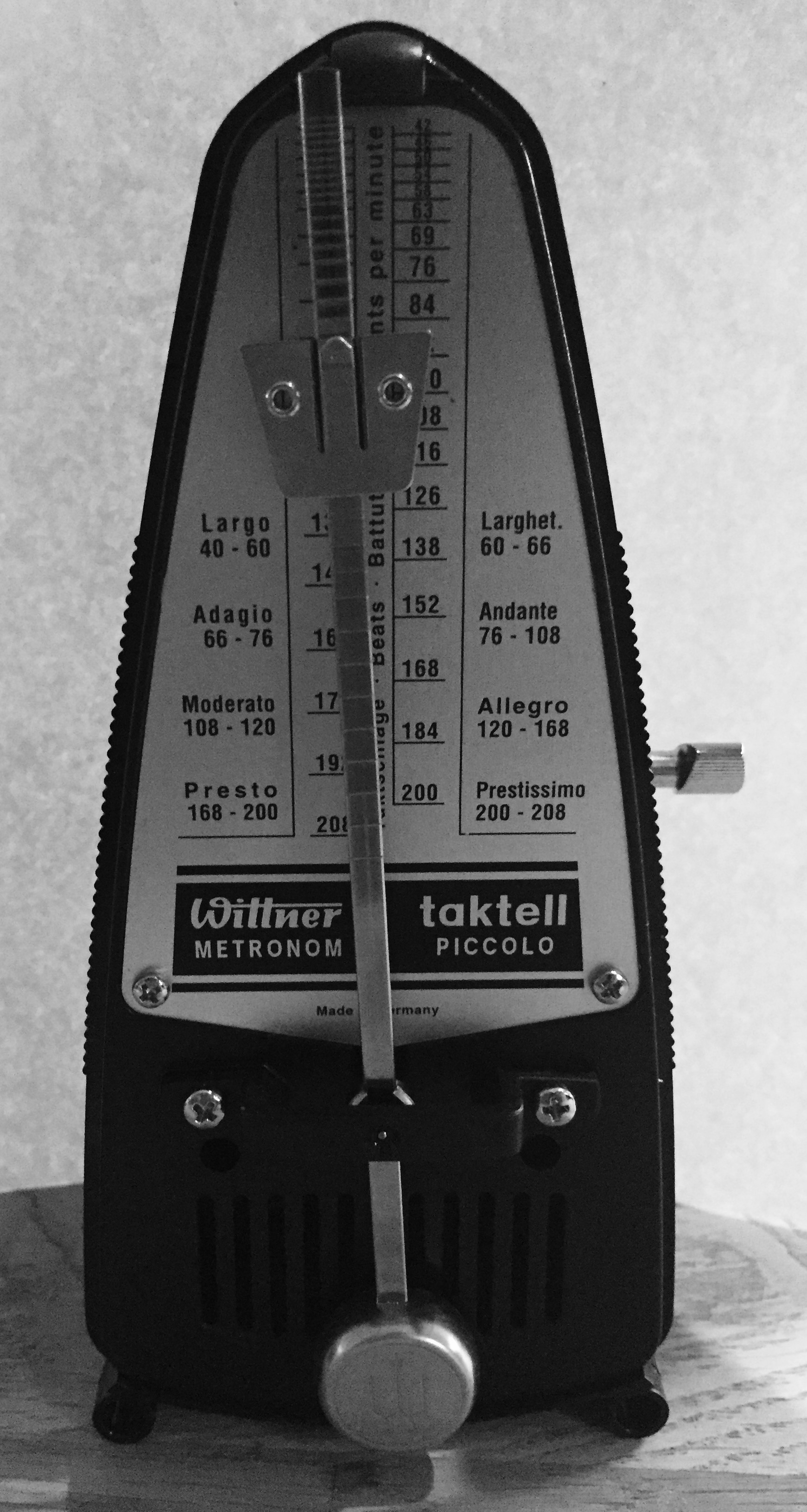
Metronom mit verschiebbarem Gewicht und festem Gegengewicht

Ein mechanisches Metronom hat ein verschiebbares Gewicht, das an einem Pendel befestigt ist. Das Pendel wird mit einem Federmechanismus in Schwung gehalten. Durch die Position des Gewichts kann das Tempo der Oszillation eingestellt werden.